# Swartkrans
Swartkrans est un site préhistorique en grotte situé dans la province du Gauteng, au nord-ouest de Johannesbourg, près de Krugersdorp, en Afrique du Sud. Proche de Sterkfontein, il a également livré de nombreux vestiges fossiles, notamment des ossements de Paranthropes. 

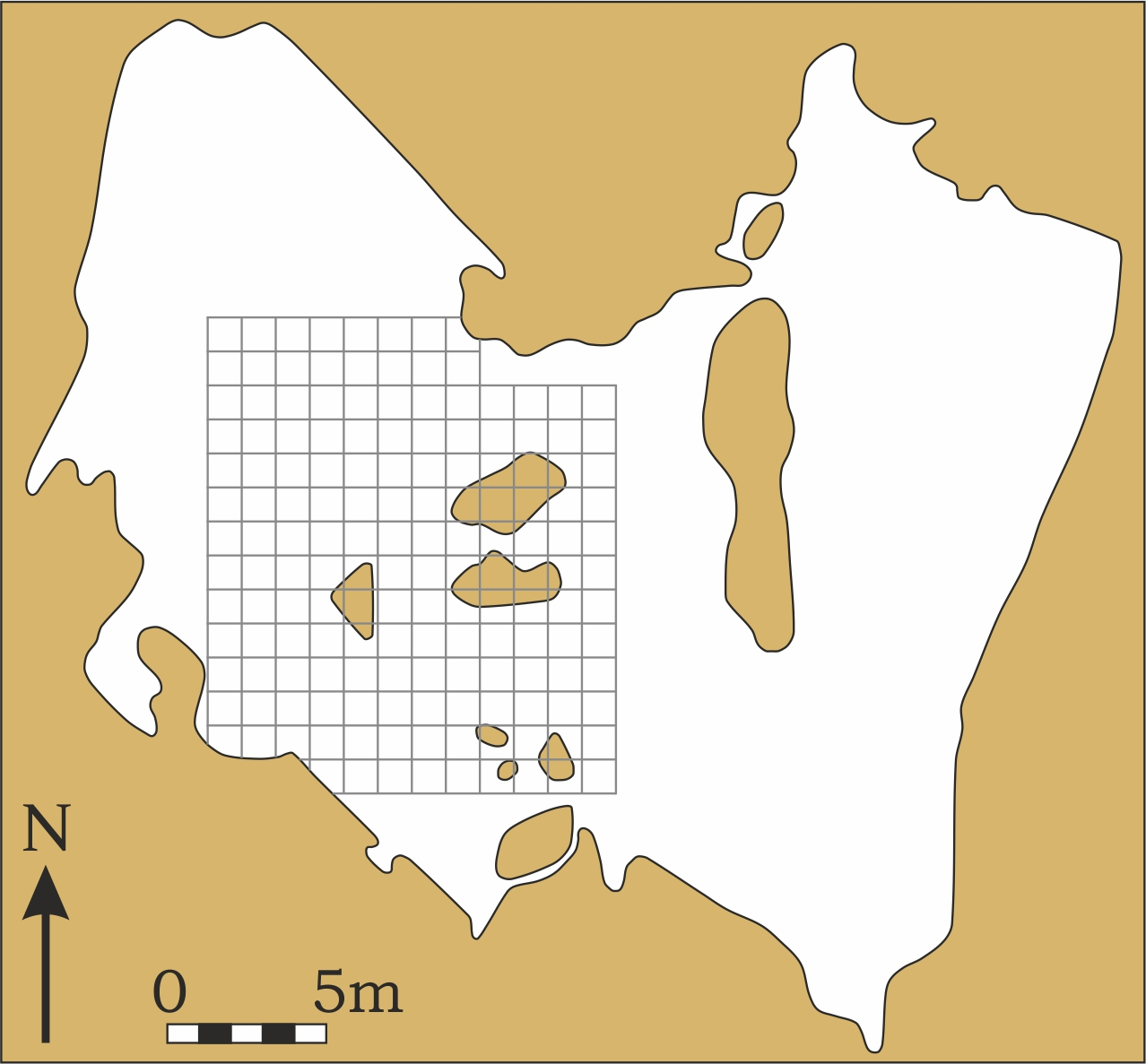
Plan de la grotte de Swartkrans montrant le carroyage de fouille de Charles K. Brain.

## Géologie
Swartkrans est une grotte calcaire divisée géologiquement en cinq membres. Le membre 1 se compose de deux ensembles appelés Hanging Remnant et Lower Bank.
L'âge des plus anciens dépôts sédimentaires du réseau est estimé autour de 2 millions d'années. Les couches les plus récentes ont environ 1,5 million d'années.

Étapes de la formation de la grotte de Swartkwans - A - Dolomite ; B - Eau ; C - Travertin; D - Membre 1 (Lower Bank) ; E - Membre 1 (Hanging Remnant) ; F - Membre 2; G - Membre 3 ; H - Membre 2 stratifié.

## Historique
La grotte de Swartkrans fut découverte en 1948, et les premières fouilles furent conduites par Robert Broom. Son équipe mit au jour plusieurs fossiles de Paranthropus robustus et d'Homo anciens. C'était le premier site où l'on trouvait à la fois des Paranthropes et des humains dans les mêmes couches stratigraphiques, montrant ainsi qu'ils étaient contemporains.
Après une interruption, Charles Kimberlin Brain reprit les fouilles à la fin des années 1960. Elles lui inspirèrent en partie l'ouvrage The hunters or the hunted, dans lequel il démontre que les hominines qui occupaient le site n'étaient pas des singes tueurs mais plutôt qu'ils étaient eux-mêmes victimes de prédations par de grands félins.
Le site de Swartkrans a été acquis par l'université du Witwatersrand en 1968.

## Vestiges fossiles
Des restes d'Homo et de Paranthropes ont été trouvés dans les membres 1 et 2.
Les fossiles d'hominines les plus nombreux mis au jour à Swartkrans appartiennent à l'espèce Paranthropus robustus :
- SK 46 : 1948 par Robert Broom
- SK 48 : 1948 par Robert Broom

Certains fossiles controversés ont été attribués en 2010 par l'Australien Darren Curnoe à la nouvelle espèce Homo gautengensis :
- SK 847 : 1952 par John T. Robinson

Quelques fossiles sont attribués à Homo ergaster.

## Vestiges archéologiques
La présence de 270 os brulés datés d'environ 1,5 million d'années suggère que les occupants de la grotte commençaient à connaitre le feu. L'absence de foyer montre qu'ils ne le maitrisaient pas encore.
Certaines des plus anciennes preuves d’outils en os modifiés ont également été trouvées à Swartkrans et à Sterkfontein. Les plus anciens ont été découverts à Swartkrans et datent d’il y a environ 1,8 million d’années. Ces outils ont peut-être été fabriqués par les premiers Homo, qui fréquentaient la grotte à la même époque que les Paranthropes.

## Culture et techniques
On a d'abord supposé que les outils en os de Swartkrans servaient à déterrer des tubercules, mais une autre hypothèse est qu'ils ont peut-être servi à récolter des termites qui étaient présentes lors de l'occupation de Swartkrans. Bon nombre de ces outils peuvent avoir été polyvalents. La réévaluation de l'usure des outils de pierre et d'os découverts par Charles Brain lors de fouilles antérieures et d'expériences menées par des chercheurs a permis de conclure que les termites, une source élevée de nutriments, constituaient une source de nourriture supplémentaire pour les premiers hominines. Les outils en os auraient permis une extraction plus facile des insectes que les pierres,.

## Protection
Avec les sites préhistoriques voisins de Sterkfontein, Kromdraai, Wonder Cave, et une dizaine d'autres, Swartkrans a été inscrit au Patrimoine mondial de l’Unesco en 2000 sous le nom de « Sites des hominidés fossiles d'Afrique du Sud ».